# Guy Lash
Guy Michael Lash (* 30. Juli 1957 in Winnipeg, Manitoba; † 17. Oktober 2019) war ein kanadischer Eishockeyspieler, der einen Großteil seiner Karriere in nordamerikanischen Minor Leagues spielte, aber auch für den ECD Iserlohn in der 2. Bundesliga in Deutschland auflief.

## Karriere
Guy Lashs Karriere begann im Jahr 1973 im Alter von 16 Jahren in der Juniorenmannschaft St. Boniface Saints in der Manitoba Junior Hockey League (MJHL). Schon ein Jahr später wechselte er zu den Winnipeg Clubs in die Western Canada Hockey League (WCHL), eine der drei Top-Nachwuchsligen Kanadas. In der Saison 1975/76 erzielte er dort 100 Scorerpunkte. Im Jahr 1977 wurde er gedraftet. In der National Hockey League (NHL) wurde er in der dritten Runde von den Cleveland Barons ausgewählt, in der konkurrierenden World Hockey Association (WHA) von den Edmonton Oilers in der neunten Runde.
Lash entschied sich schließlich für das Angebot der Barons, kam aber nie in der NHL zum Einsatz. Stattdessen wurde er zunächst bei den Phoenix Roadrunners, Clevelands Farmteam in der Central Hockey League (CHL), eingesetzt, bis die Mannschaft im Dezember 1977 vom Spielbetrieb abgemeldet wurde. Anschließend spielte er für die Muskegon Mohawks in der International Hockey League (IHL). Nach einem Jahr bei den Tulsa Oilers in der CHL und einem Jahr ohne Verein wechselte der Stürmer zum deutschen Zweitligisten ECD Sauerland. Trotz persönlich überzeugender Leistungen – der Deutsch-Kanadier erzielte 27 Tore in 18 Partien – fiel er zur Mitte der Saison einem Kaderumbruch zum Opfer. Er schloss sich daraufhin dem CHL-Club Wichita Wind an, bevor er am Ende der Saison 1980/81 im Alter von 23 Jahren seine Karriere beendete.

## Karrierestatistik
(Legende zur Spielerstatistik: Sp oder GP = absolvierte Spiele; T oder G = erzielte Tore; V oder A = erzielte Assists; Pkt oder Pts = erzielte Scorerpunkte; SM oder PIM = erhaltene Strafminuten; +/− = Plus/Minus-Bilanz; PP = erzielte Überzahltore; SH = erzielte Unterzahltore; GW = erzielte Siegtore; 1 Play-downs/Relegation; Kursiv: Statistik nicht vollständig)